# Ulugbekia tschimganica
Ulugbekia es un género monotípico de plantas con flores perteneciente a la familia Boraginaceae. Su única especie: Ulugbekia tschimganica, es originaria de China.

## Descripción
Son hierbas perennes. Con tallos varios, no ramificados, de 15-30 cm de altura, pubescentes. Los pecíolo de las hojas basales de 4-10 cm; oblanceoladas de 8-15 × 2-4 cm, pubescentes, base de atenuar, margen entero, ápice acuminado;  hojas sésiles, elípticas a oblongo-lanceoladas, de base juntando. Inflorescencias en cimas no ramificadas; brácteas lanceoladas. Flores heterostilas. Pedúnculo muy corto. Cáliz de 8 mm en la antesis; lóbulos lanceolados a subulados, de 6-8 mm. Corola amarilla, de 1,5-2 cm. Núculas desconocidas. Fl. Abril-mayo.

## Distribución y hábitat
Se encuentra en pendientes, matorrales, pantanos fluviales; a una altitud de 1000-2000 metros en Xinjiang.

## Taxonomía
Ulugbekia tschimganica fue descrito por (B.Fedtsch.) Zakirov y publicado en Proceedings of the American Academy of Arts and Sciences 41: 242–243. 1905.
Sinonimia
- Lithospermum tschimganicum B. Fedtsch.
- Macrotomia tschimganica (B. Fedtsch.) Popov & Zakirov
- Arnebia tschimaganica (B.Fedtsch.) G.L.Zhu